# Baluarte Norte

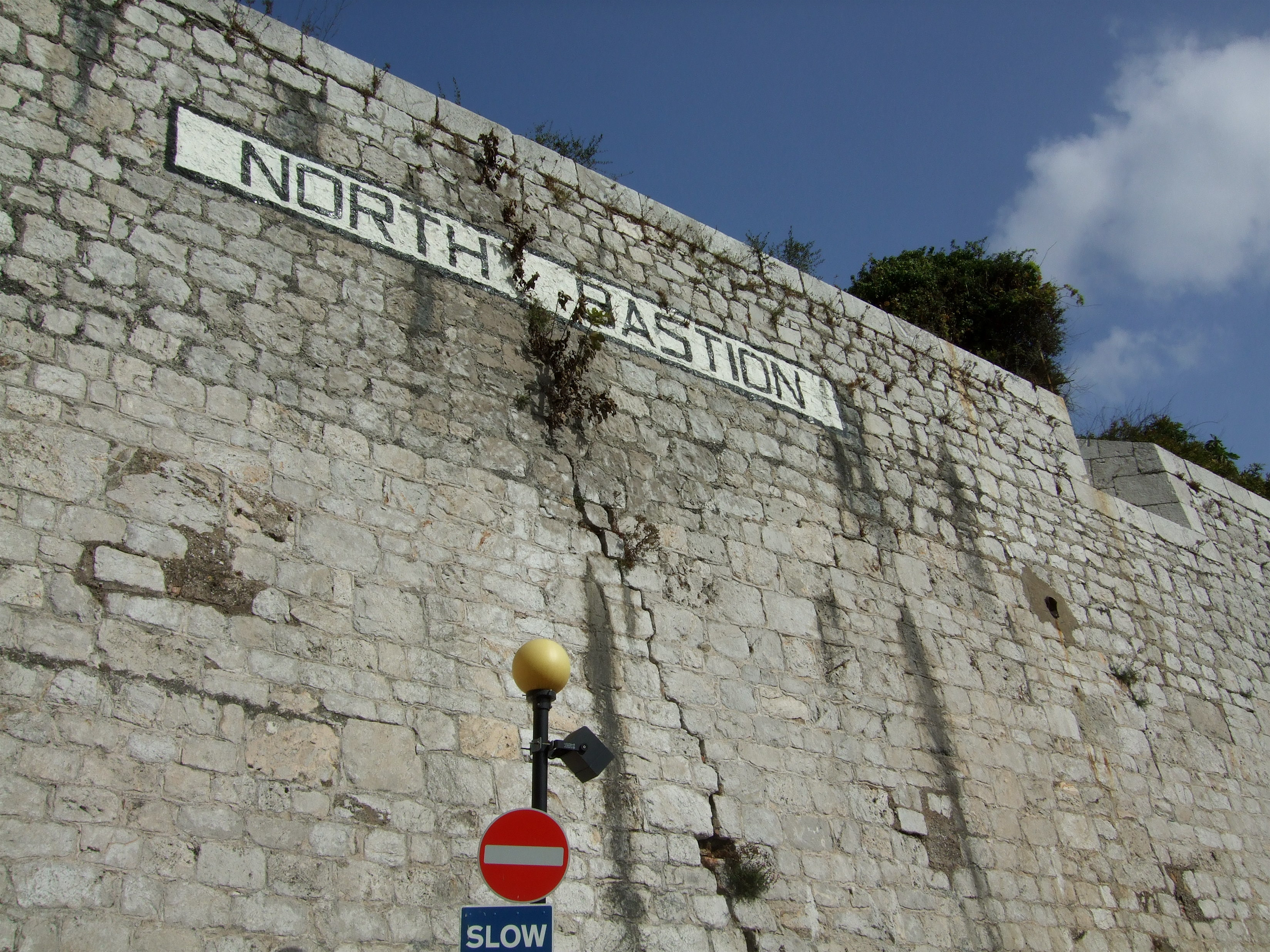
Fachada occidental de baluarte, que da a la bahía.

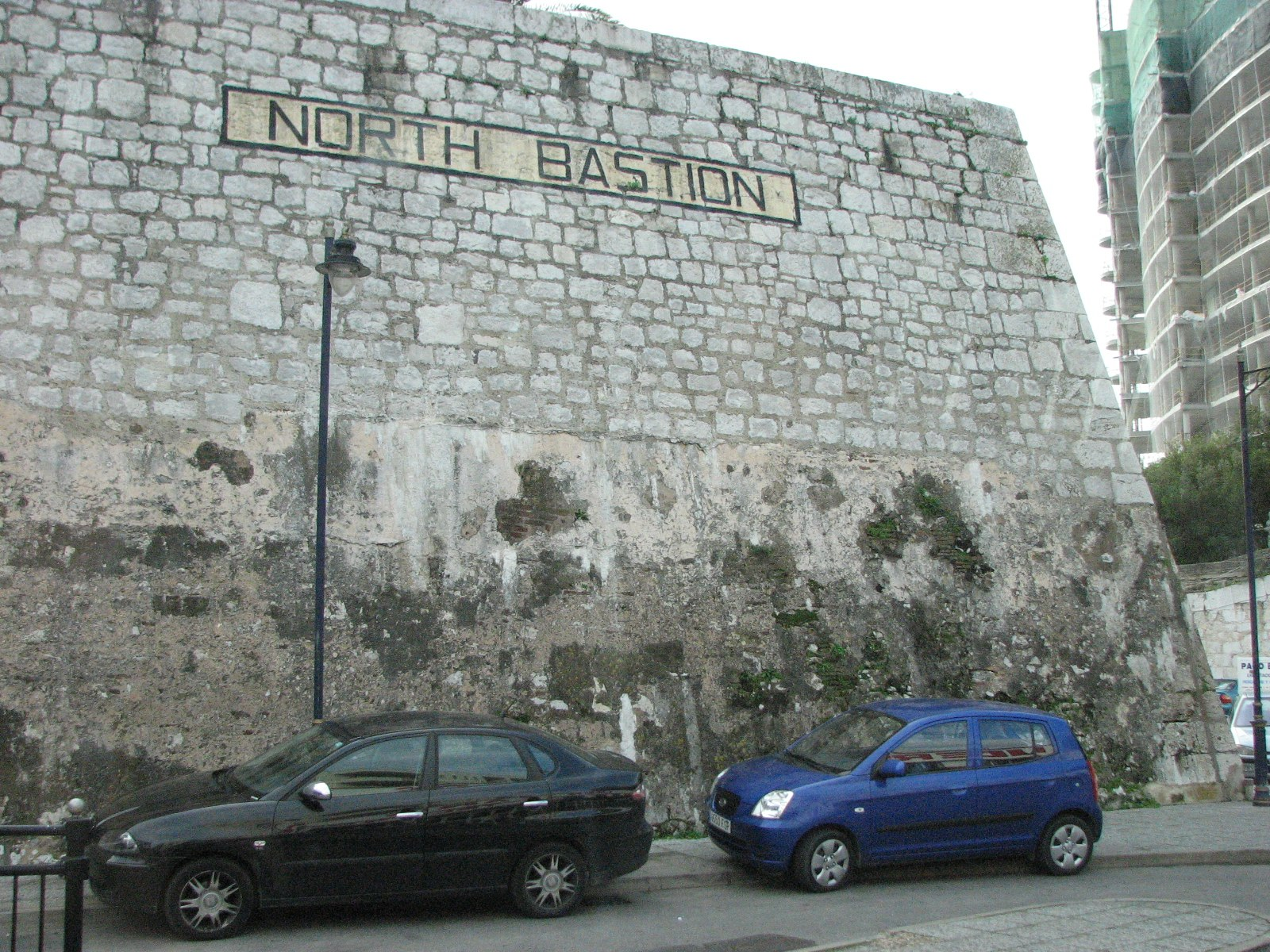
Fachada norte de baluarte, que da a la verja.

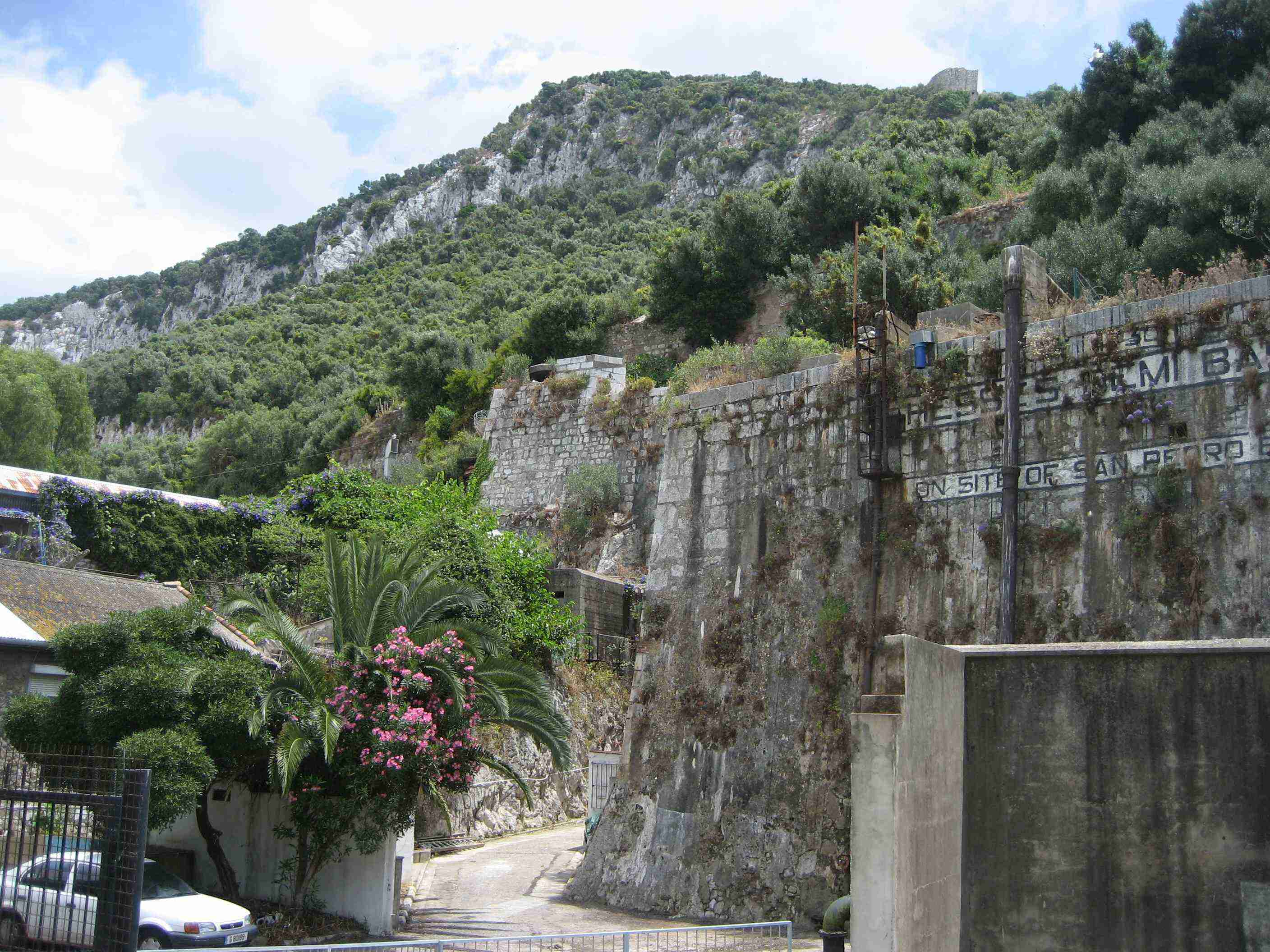
Parte de la fortificación que une la cortina con Grand Casemates.

El Baluarte Norte o Bastión Norte (North Bastion en inglés), anteriormente Baluarte San Pablo, es uno de los elementos defensivos del sistema de fortificaciones de Gibraltar, construido originalmente por la Corona española entre varias estructuras que servían en su conjunto para hacer frente a incursiones de los piratas berberiscos (en su caso, como apoyo a las defensas del sur de la península de Gibraltar). Estando situado al noroeste del peñón, protegía el territorio de ataques desde el lado español de la verja (más accesible por tierra), y —como las demás estructuras defensivas del peñón— constituía un elemento clave en las defensas de la península, habiendo formado parte de los históricos conflictos militares entre España y el Reino Unido.
El bastión, ubicado entre un muelle que originalmente se extendía hasta la bahía de Algeciras al oeste y una cortina transversal (aún existente) que lo unía con el peñón al este, tuvo una función importante en la guerra anglo-española (1727-1729). Ya en 1704, después de que los británicos tomaran la península, fue reforzado como parte de una serie de mejoras, que incluían la conversión de la cortina en una batería de artillería llamada la Gran Batería, y la inundación del terrero de enfrente.
Hoy en día, la estructura está rodeada de tierras ganadas al mar al oeste y al norte. La carretera noroccidental de Glacis Road discurre a lo largo de la base de su antiguo glacis, mientras que otra carretera, la Line Wall Road, lo separa al este de la cortina, que se ha mantenido prácticamente intacta. Actualmente (2023), el baluarte está ocupado por los Jardines de la Giralda y un club de petanca. El Gobierno de Gibraltar tiene planes de rehabilitar el sitio, cuya estructura está protegida por ley, como parte de un proyecto de desarrollo de las antiguas fortificaciones y su conversión en atracciones turístico-históricas.

## Historia

### La anterior torre
Debido a que Gibraltar solo es accesible por tierra a través del estrecho istmo que lo une con el sur de España, y que este está dominado por el peñón que bloquea el acceso desde el norte y el este, el lado occidental del norte de Gibraltar se ha considerado emplazamiento estratégico desde hace siglos. Durante la presencia musulmana en la región, los almohades, quienes ocupaban esta franja entre la costa y el peñón, construyeron una torre a mitad de la distancia, a la que llamaban la Giralda; esta sería usada más tarde como base para el Baluarte Norte. La torre sirvió también a los benimerines, quienes construyeron además el Castillo Morisco, que dominaba las laderas del peñón hacia el oeste, y desde donde se extendían los muros construidos en la Edad Media hasta la orilla de la bahía de Algeciras.

En 1309, después de que las tropas de Fernando IV de Castilla se hicieran con Gibraltar, los castellanos convirtieron la estructura árabe en una torre militar, con el propósito principal de proteger el astillero, y construyeron un arsenal en el sitio donde hoy se encuentra el cuartel de Grand Casemates (‘las Grandes Casamatas’) y los Jardines de la Giralda, y donde más tarde se ubicaría el Baluarte Norte. En 1333, los moros retomaron Gibraltar después de un largo asedio; un intento de recuperación del territorio bajo el mando de Alfonso XI falló, entre otros motivos por haber sido defendido por los benimerines desde la torre, a la que aún llamaban la Giralda (aunque los castellanos finalmente recuperarían la península en agosto de 1462). El historiador del siglo XVI Alonso Hernández del Portillo describe la torre en su Libro Primero:
Tienen por delante un reducto que llaman La Giralda, de fortísima muralla, y capaz de recibir gente bastante para defender la fuerza como vio el año 1333 cuando estubo sobre ella el Rey Don Alonso sin aprovecharle una torre que le fabrico encima que con su nombre dura hoy parte de ella.
Un muro levantado por los musulmanes, que se extendía desde Grand Casemates, al sur de la torre, hacia la bahía, donde se convertía en muelle (conocido como el antiguo muelle), proporcionaba refugio a los buques mercantes. El edificio construido al sur de la torre (en el extremo del muro) era donde construían sus galeras, a las que lanzaban al mar a través de una extensa abertura arqueada en el muelle, donde posteriormente se construyeron dos grandes puertas fortificadas, que daban acceso a la ciudad, siendo usadas por los barcos desembarcados allí. El muro sería posteriormente mejorado por los españoles, y fortificado todavía más por los británicos.

### El bastión
Después de que en 1558, al poco tiempo de convertirse en rey de España, Felipe II encargara al ingeniero italiano Giovan Giacomo Paleari Fratino el plan de mejoras de las defensas al sur de la península, sobre todo en la Muralla de Carlos V, este dirigió su atención a las defensas del norte de la ciudad, cuyas mejoras tendrían lugar en la década de 1560. Es cuando la torre morisca se convierte en un bastión, primero bajo el nombre de Baluarte de San Pablo y más tarde Bastión Norte, por su ubicación. El pie del glacis de enfrente y parte de la cortina (el muro que lo une con el peñón) fueron inundados con agua de la bahía.
El 1 de agosto de 1704, Gibraltar fue atacado por una fuerza británico-neerlandesa bajo el mando del almirante británico George Rooke y el príncipe Jorge de Hesse-Darmstadt, y la guarnición española, superada en número y armamento, tuvo que rendirse tres días después. A principios de septiembre, tropas franco-españolas llegaron a la península, que en octubre quedó bajo asedio. El gobernador británico Henry Nugent fue herido de muerte el 9 de noviembre estando posicionado en la batería del Baluarte de San Pablo. Si bien, más tarde los británicos recibirían refuerzos y, en marzo de 1705, el asedio se daría por fracasado. Ese año, los británicos realizaron más mejoras en las defensas del norte de Gibraltar: posicionaron cañones a lo largo de la cortina, en la cara norte que da al acceso terrestre —recibiendo el nombre de Gran Batería—, además de colocar otros cañones en el antiguo muelle.
El Bastión Norte fue una posición importante durante el sitio de Gibraltar de 1727, cuyos ataques se centraban particularmente en el acceso terrestre y las defensas del norte del peñón. Estas defensas estaban desplegadas delante de la cortina, e incluían la Batería de Willis, la Batería del Castillo, el Bastión Norte y los cañones en el antiguo muelle. La mayor parte de la artillería británica era anticuada y estaba en malas condiciones; tanto así que las explosiones provocadas por los propios cañones causaron más bajas en las filas británicas que el fuego enemigo. Para finales de febrero, los españoles habían adelantado las preparaciones de un nuevo asedio, pero estaban expuestos al fuego desde las defensas británicas, además del peligro de avalanchas hacia las trincheras españolas desde la cima del peñón, después de que se hicieran explotar pequeñas minas, provocando el desprendimiento de piedras. A mediados de marzo, el Bastión Norte estaba recibiendo intenso fuego de la artillería española desde una docena de cañones posicionados cerca del peñón, que seguía sin cesar hasta finales de abril, cuando se tuvieron que desmantelar tres cañones por fatiga. Al final, y a pesar de todo, resultó imposible para los españoles romper las fortificaciones de Gibraltar (que originalmente ellos mismos ayudaron a construir). El 23 de junio de 1727 se acordó una tregua, y en 1729 se firmó un tratado de paz que selló dos años de guerra anglo-española.
Entre 1731 y 1734, el terreno del lado de la cortina que da al norte, que anteriormente había sido inundado, fue drenado y excavado a una profundidad de 60 centímetros bajo el nivel del agua de la bahía. Al comienzo del Gran asedio de Gibraltar (1779-1783), los británicos construyeron una fortificación ‘caballero’ dentro del Bastión Norte, con una plataforma de tiro elevada apta para cinco cañones, que se consideraba parte de la Gran Batería. Un informe de la época describe las fortificaciones en ese momento: «La entrada por tierra se realizaba entonces a lo largo de una estrecha calzada que podía ser barrida por fuego de artillería del antiguo muelle y de la Gran Batería. La línea marítima al sur de la batería estaba defendida por la cortina que unía los cinco baluartes de Gibraltar: el Bastión Norte, el Baluarte de Montagu, el Baluarte Naranja, el Baluarte del Rey y el Baluarte Sur...». Por esa época, el Baluarte Norte fue descrito por el oficial británico John D. Bethune, quien participó en el asedio, como «basado en una torre árabe cuadrada llamada Giralda, que aún conservaba la misma forma, excepto el parapeto de la fachada, básicamente de tapial, con cuatro troneras en la cara que da al enemigo, tres hacia el mar, tres en el flanco junto al foso y tres en el flanco próximo al puerto de agua».